# Talib Kibwe
Talib Kibwe, geboren als Eugene Rhiney, ook wel T.K. Blue genoemd (New York, 1953), is een Amerikaanse jazzmuzikant (saxofoon, klarinet, fluit) en componist van de modern creative-jazz.

## Biografie
Zijn ouders waren afkomstig uit Jamaica en Trinidad. Later verwerkte hij hun Afro-Caraïbische muziek in zijn eigen stijl. Kibwe speelde al op 8-jarige leeftijd in zijn woonplaats Lakeview trompet, maar wisselde daarna naar de drums. Op 17-jarige leeftijd koos hij definitief voor de fluit als hoofdinstrument. Van 1971 tot 1975 studeerde hij in New York muziek en psychologie en daarna concentreerde hij zich op het saxofoonspel. Daarna studeerde hij in het Jazzmobile-programma bij Jimmy Heath, Frank Foster, Ernie Wilkins en Billy Mitchell. Tijdens deze periode speelde hij onder de naam T.K. Blue in het avant-garde-jazzcircuit van East Village met onder andere Don Cherry, maar ook met de Apollo Stompers van Jaki Byard. In 1979 voltooide hij zijn master in muziekvorming aan de Columbia University.
Van 1977 tot 1980 trad hij op met Dollar Brand, daarna verhuisde hij eind 1980 naar Parijs, waar hij zich tot 1989 vestigde en onder andere werkte met de Brotherhood of Breath van Chris McGregor en optrad met Archie Shepp. Tijdens deze periode hield hij zich intensief bezig met de Afrikaanse muziekcultuur. In 1982 was hij betrokken bij het album Colors van Sam Rivers. In 1986 ontstond zijn eerste album Egyptian Oasis. Er volgden door het  United States Department georganiseerde tournees, die leidden door 20 Afrikaanse landen. Na 1990 verbleef hij weer in de Verenigde Staten en werkte hij met eigen formaties en het kwartet TaJa, samen met James Weidman. Zijn tweede album Introducing Talib Kibwe verscheen in 1996 bij Evidence Records, waaraan gastmuzikanten meewerkten als Randy Weston en Benny Powell. Voor Weston en zijn Spirit of Life Ensemble had Kibwe al eerder gewerkt als muzikaal leider (The Spirit of Our Anchstors, 1991, Volcano Blues 1993 en Khepera, 1998). In 1998 ontstond voor het jazzlabel Arkadia Jazz het album Another Blue, in 2000 Eyes of the Elders met muzikanten als Randy Brecker, Joanne Brackeen, Lonnie Plaxico en Jeff 'Tain' Watts.
Kibwe leidt als hoogleraar het jazzprogramma aan de Long Island University en onderwijst bovendien jazzgeschiedenis aan de Montclair State University.